# Charles James Apperley
Charles James Apperley (Wrexham, País de Gales, 22 de julho de 1778 – Londres, 19 de maio de 1843) foi um desportista e escritor esportivo galês, mais conhecido como Nimrod, pseudônimo sob o qual publicou seus trabalhos sobre caça e turfe, nasceu em Plasgronow, perto de Wrexham, em Denbighshire, Gales do Norte, em 1777.

## Juventude
Charles James Apperley foi o segundo filho de Thomas Apperley, de Wootton House, Gloucestershire, mas se afirma que ele nasceu perto de Wrexham durante 1777. Apperley foi educado na Rugby School antes de se juntar os Antigos Dragões Ligeiros britânicos em 1798. Serviu no regimento na Irlanda, e em 1801 se casou com Winifred Wynn de Peniarth, filha de um fazendeiro de Caernarvonshire. Estabeleceu-se em Warwickshire, onde se dedicou aos prazeres da caça.

## Atividades esportivas e carreira literária
Entre os anos de 1805 e 1820 Apperley dedicou-se à caça à raposa. De 1813 a 1819, foi o representante das propriedades de seu cunhado e morou em Tŷ Gwyn, Llanbeblig. Por volta de 1821, sob o pseudônimo de "Nimrod", Apperley começou a contribuir com uma série de artigos para a  The Sporting Magazine que cobria as corridas de cavalo, caça e outros eventos desportivos. Seu relacionamento com personalidades e pessoas que conhecia ou encontrava em tais eventos ajudaram a dobrar a circulação da revista em poucos anos. O senhor Pittman, proprietário da revista The Sporting Magazine, deu a Nimrod um salário considerável e custeou todas as despesas de suas viagens. Deu também a Nimrod um cavalo para ser utilizado nas caçadas. Após a morte de Pittman, os proprietários da revista processaram Apperley de modo a reaverem o dinheiro que ele excepcionalmente havia ganho. Para evitar a prisão, mudou-se para Calais em 1830, onde se sustentou através de seus escritos. Apperley é mais conhecido por seus dois livros, The Life of a Sportsman, e Memoirs of the Life of John Mytton, sendo que ambos foram ilustrados com gravuras coloridas feitas por Henry Thomas Alken.
Apperley finalmente voltou para a Inglaterra e morreu na Upper Belgrave Place, Londres, em 19 de maio de 1843.

## Obras
- Nimrods German Tour (1828) (primeira edição de Nimrods German Tour da Sporting Magazine em 1829-1830. Publishing company: Godewind Verlag, Alemanha 2006.) ISBN 978-3-939198-70-3
- Remarks on the Condition of Hunters, the Choice of Horses, &c. (1831)
- The Chase, the Turf, and the Road (originalmente escrita para a Quarterly Review) (1837)
- Memoirs of the Life of the Late John Mytton (1837)
- Nimrod's Northern Tour (1838)
- Nimrod Abroad (1842)
- The Horse and the Hound (reedição da sétima edição da Encyclopædia Britannica) (1842)
- Hunting Reminiscences (1843)